# Yuzukoshō

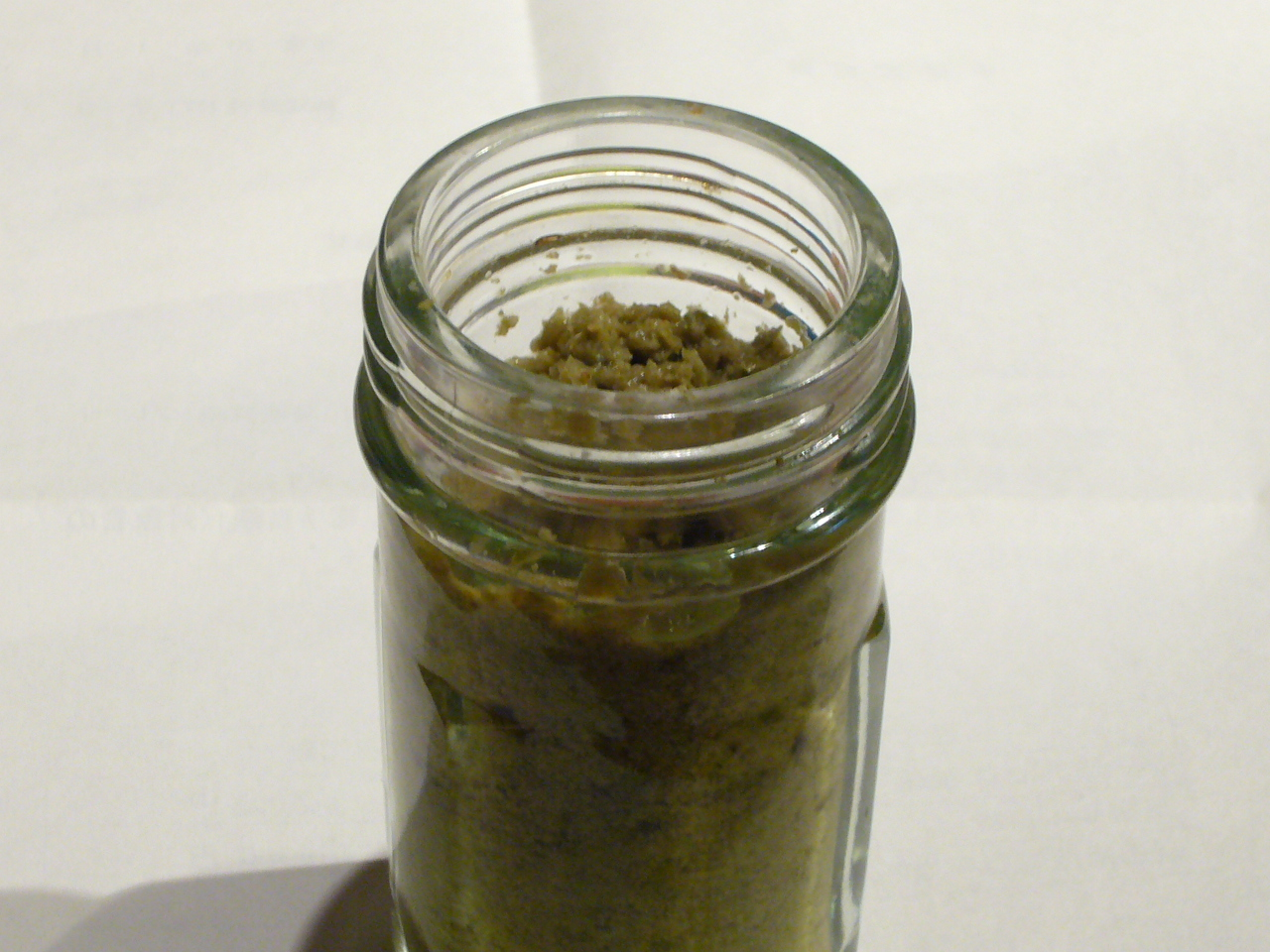
Molho yuzukosho

Yuzukosho é um tipo de condimento japonês, feito de pimentas chilli, yuzu, um fruto cítrico típico do Japão, e sal marinho. Ele é especialmente comum e originário da ilha de Kyushu, ao sul do país.
Existem duas versões do condimento: uma versão que utiliza pimentas vermelhas, que é mais picante, e uma versão com pimentas verdes, que realça o sabor ácido do yuzu. Ele é usado para acompanhar carnes vermelhas, carne de frango, peixes e frutos do mar variados.

## Características e preparação
O molho é feito de pimentas chili japonesas verdes ou vermelhas cortadas irregularmente, que são misturadas com casca de yuzu e temperadas sal; a mistura resultante é moída e envelhecida. Apenas a casca exterior é utilizada na preparação da receita, porque a medula da fruta tem um sabor bastante amargo. Em Kyushu, é um condimento comumente usado em diversos pratos. Além de Kyushu, o molho também é popular na Prefeitura de Tokushima e na prefeitura de Kochi.
O nome do molho é a junção de yuzu, nome da fruta cítrica, e kosho (胡椒), uma palavra do japonês antigo que significa "pimenta"; hoje em dia, é mais comum escrever a palavra com katakana (コショウ, koshou).

## Origem
Existem diferentes teorias para apontar o local de origem da receita de yuzukosho. Acredita-se que o molho pode ser originário da  Prefeitura de Oita; outras posicionam na região de Eikozan, na prefeitura de Fukuoka. De todo modo, as teorias apontam sempre para a ilha de Kyushu, apesar das cidades ou sequer prefeituras exatas sugeridas como berço da receita serem bastante variadas. Há também uma versão que afirma que em um jardim localizado no monte Hiko, uma montanha localizada entre Fukuoka e Oita, uma árvore de yuzu onde yamabushi, eremitas ascéticos budistas japoneses, teria dado os frutos que foram utilizados para preparar a primeira versão do condimento. A receita teria sido passada de geração em geração de yamabushi.
 Em Hita, na prefeitura de Oita, o cultivo de yuzu é popular especialmente na área de Tsuji, junto com o cultivo de pimentas vermelhas na área de Amencho e Tsue. Como produto comercial, existem registros de vendas do condimento durante a década de 1950, por companhias da prefeitura de Fukuoka.